# Castera
Der Castera ist ein Fluss in Frankreich, der in der Region Nouvelle-Aquitaine verläuft. Er entspringt im südlichen Gemeindegebiet von Saint-Symphorien, entwässert generell Richtung Westnordwest durch den Regionalen Naturpark Landes de Gascogne und mündet nach rund 22 Kilometern im nördlichen Gemeindegebiet von Moustey als rechter Nebenfluss in die Eyre. Auf seinem Weg tangiert der Castera die Départements Gironde und Landes.

## Bezeichnung des Flusses
Die Bezeichnung des Flusses ändert sich in seinem Verlauf häufig. Die Bezeichnungen leiten sich ab von den Weilern, an denen er vorbeifließt.
Aufzählung in Fließrichtung:
- Russeau de la Grave
- Russeau de la Grave du Pont Jouan
- Ruisseau de Laciraou
- Ruisseau du Bourg
- Ruisseau du Grand Arriou
- Ruisseau de Castera

## Orte am Fluss
(Reihenfolge in Fließrichtung)
- Laouillé, Gemeinde Mano
- Biganon, Gemeinde Moustey
- Castera, Gemeinde Moustey